# Alan Heim
Alan Heim (31 de maio de 1936) é um editor estadunidense. Venceu o Oscar de melhor montagem na edição de 1980 por All That Jazz.